# Alena Červenková
Alena Červenková je česká novinářka a moderátorka.
Osm let s Lucií Vopálenskou připravovala v České televizi pořad Na hraně, za který v roce 1998 obě získaly novinářskou Cenu Ferdinanda Peroutky.